# Bullone Chicago

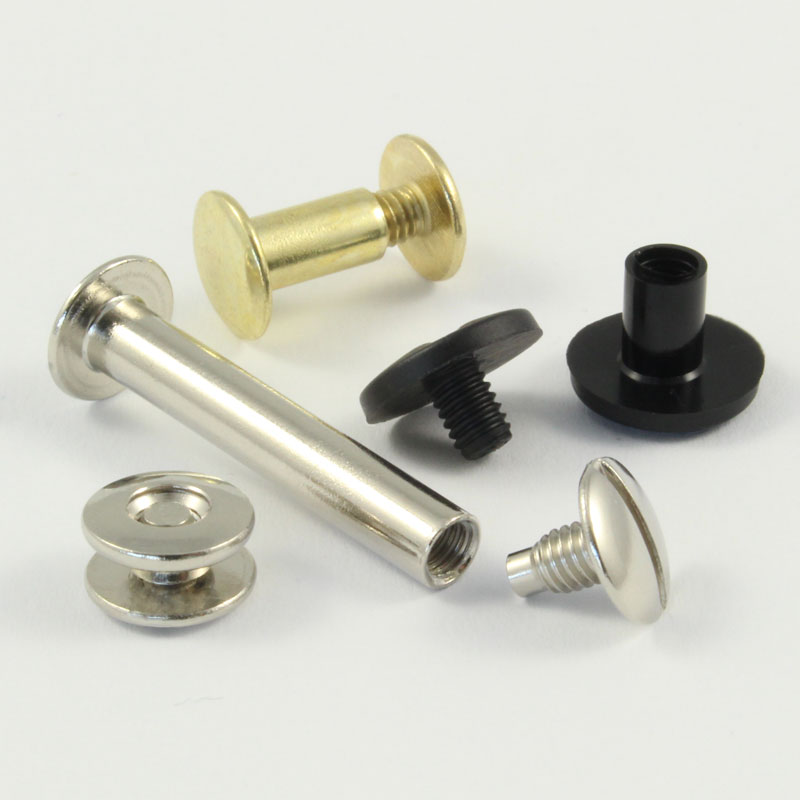
Bulloni Chicago di diversa lunghezza. I più corti, meglio noti come "viti sepolte", sono largamente utilizzati in pelletteria e legatoria.

Un bullone Chicago, chiamato anche bullone per rilegatura, vite sepolta, vite a cannocchiale e in altri modi ancora,  è un tipo di bullone formato da una vite e da un dado, detto dado a manicotto o dado Chicago, dotato di una flangia tonda e chiusa, nella parte superiore, e di un corpo affusolato, tondo e filettato internamente. Nell'utilizzo, il corpo filettato del dado si inserisce all'interno del componente da fissare e solo la flangia di quest'ultimo e la testa della vite restano visibili sui due lati dei componenti da fissare con il bullone, il quale normalmente viene scelto proprio per il basso ingombro finale dato dal proprio dado il cui corpo, come detto, non resta interamente al di fuori dei componenti fissati. Il dado di questo tipo di bullone è solitamente dotato di uno svaso sul tappo atto ad agevolare il serraggio del bullone, ad esempio attraverso una chiave esagonale.
Alcuni tipi di bulloni Chicago, noti anche come "bulloni architettonici", hanno i dadi dotati di zigrinatura sulla parte a canna in modo da permettere un buon fissaggio anche agendo solo su uno dei dispositivi che formano il bullone. Un risultato simile può essere raggiunto anche aggiungendo una dentellatura sulla flangia del dado, nella parte che viene a contatto con la superficie da fissare.

## Utilizzi
Realizzato in diversi materiali, come alluminio, acciaio, ottone, rame, acciaio inossidabile e materiali plastici, e sottoposto a vari trattamenti come la cromatura, la nichelatura, la zincatura e via dicendo, il bullone Chicago viene utilizzato in molti ambiti e per fissare diversi tipi di componenti; anche per questo la testa della vite che lo compone può avere diverse sagome e diversi innesti.

Alcuni suoi utilizzi tipici si hanno ad esempio nella rilegatura di libri, dove spesso vengono anche chiamati "viti sepolte per rilegatura" nella realizzazione di coltelli, per fissare le componenti del manico e la lama, e nella produzione di mobili, infissi e insegne, ambito in cui è più conosciuto come "bullone a manicotto", per evitare l'inestetismo dato dalla visione del corpo filettato del dado.